# فهد الدوسري (لاعب كرة قدم مواليد 2002)
فهد خالد الدوسري لاعب كرة قدم سعودي ، يلعب كجناح أيسر وظهير أيسر في نادي الدرعية.

## مسيرة اللاعب
لعب في نادي الاتفاق ونادي الخلود ونادي العروبة ونادي الدرعية.